# Leiognathus aureus
Leiognathus aureus is een straalvinnige vissensoort uit de familie van ponyvissen (Leiognathidae). De wetenschappelijke naam van de soort is voor het eerst geldig gepubliceerd in 1972 door Abe & Haneda.